# Пожешки санџак
Пожешки санџак је био санџак (административна јединица) Османског царства, који се налазио на подручју данашње Славоније, а чији је административни центар била Славонска Пожега. Формиран је између 1537. или 1540. године, након османског освајања угарских жупанија Вуковске и Пожешке, као и већег дела Вировитичке жупаније. У почетку је био део Румелијског ејалета, а затим је припадао разним новоствореним пашалуцима, Будимском (од 1541. године) и Босанском (од 1580. године), Сигетварском (од 1596. године) и Кањишком (од 1600. године), а припадност је мењао и касније. За време Бечког рата (1683-1699), целокупно подручје Пожешког санџака су током 1687. и 1688. године запоселе хабзбуршке снаге, али само привремено, пошто је османска власт током 1690. године делимично обновљена, тако да је до коначног ослобођења дошло тек током 1691. године. Склапањем Карловачког мира (1699), целокупна територија овог санџака је и званично припала Хабзбуршкој монархији.
Током раздобља османске власти, становништво Пожешког санџака чинили су највећим делом православни Срби и римокатолички Шокци, док је муслиманско становништво било присутно првенствено у градовима и другим већим местима. Православни Срби на простору овог санџака потпадали су под надлежност тадашње Пожешке епархије, која је припадала Српској патријаршији, а епархијско седиште се налазило су српском православном манастиру Ораховици.